# Alan Pennington
Alan Pennington (Reino Unido, 4 de abril de 1916-2 de junio de 1961) fue un atleta británico especializado en la prueba de 200 m, en la que consiguió ser medallista de bronce europeo en 1938.

## Carrera deportiva
En el Campeonato Europeo de Atletismo de 1938 ganó la medalla de bronce en los 200 metros, llegando a meta en un tiempo de 21.6 segundos, tras el neerlandés Tinus Osendarp (oro con 21.2 segundos que fue récord de los campeonatos) y el alemán Jakob Scheuring (plata también con 21.6 segundos).